# Hugo Lloris
Hugo Hadrien Dominique Lloris (Nice, 26 de dezembro de 1986) é um futebolista francês que atua como goleiro. Atualmente joga no Los Angeles FC.
Chegou a ser considerado um dos melhores goleiros do mundo devido ao seu excelente tempo de reação e qualidade no um-contra-um.

## Carreira

### Nice e Lyon
Lloris começou sua carreira no clube da cidade natal, o Nice, e fez sua estreia como titular no dia 26 de junho de 2005, num jogo contra o Châteauroux. Depois de se destacar no clube por três temporadas, em meio a interesse de vários outros clubes, especialmente o Milan, Lloris transferiu-se para o Lyon, então pentacampeão da Ligue 1. Lloris conquistou vários prêmios nacionais em sua primeira temporada com o Lyon, e na sua segunda temporada passou a ser ainda mais conhecido internacionalmente devido às suas boas atuações na Liga dos Campeões, onde o Lyon chegou às semifinais pela primeira vez.

### Tottenham
Lloris assinou pelo Tottenham no dia 31 de agosto de 2012, por 10 milhões de euros. Fez sua estreia no dia 20 de setembro de 2012, contra a Lazio, em um jogo da Liga Europa que terminou 0 a 0. Fez seu primeiro jogo como titular na Premier League contra o Aston Villa, no dia 7 de outubro de 2012, numa vitória por 2 a 0 em casa. No entanto, sua titularidade terminou com a série de 310 jogos consecutivos de Brad Friedel, também goleiro do Tottenham. Depois de sofrer apenas quatro gols em seis jogos, ele foi indicado ao Melhor Jogador do Mês da Premier League em dezembro de 2012, mas perdeu para Robin van Persie, do Manchester United. Lloris terminou a temporada de 2012–13 com 33 jogos e 9 clean sheets.
Em 13 de julho de 2023, o Tottenham divulgou uma lista com 31 jogadores para de pré-temporada, que vai decorrer na Austrália e em Singapura, e deixou Lloris fora, a direção informou ao goleiro para procurar novo time. Lloris jogou 11 temporadas e 447 jogos pelos Spurs, não conseguiu títulos e acumulou quatro vice-campeonatos (Champions League em 2018/19, Premier League em 2016/17, e Copa da Liga Inglesa em 2014/15 e 2020/21).
Lloris deixou o Tottenham no final de 2023. Ele defendeu o clube londrino em 447 jogos, onde ficou 151 deles sem tomar golos. Ele disputou a final da Liga dos Campeões em 2019, onde saiu derrotado pelo Liverpool na ocasião.

### Los Angeles
Em 31 de dezembro de 2023, Hugo Lloris acertou sua transferência o Los Angeles, dos Estados Unidos. Ele assinou contrato de um ano, com opção de renovação por mais duas temporadas.

## Seleção Francesa
Representou sua Seleção nas categorias sub-18, sub-19 e sub-21. Antes de atuar pelo time principal, jogou no time sub-19 que venceu a Eurocopa Sub-19 de 2005. 
Estreou pela Seleção Francesa principal no dia 19 de novembro de 2008, em um amistoso contra o Uruguai. Ajudou a França a se classificar para a Copa do Mundo de 2010 e foi aplaudido pela imprensa por sua atuação em duas partidas contra a Irlanda nas eliminatórias. 
Ele capitaneou a equipe nacional pela primeira vez em 2010 e desde fevereiro de 2012 é o capitão da seleção, designado pelo treinador Didier Deschamps. Levou sua Seleção às quartas-de-final da Euro de 2012 e da Copa do Mundo 2014, ao vice-campeonato na Euro 2016 e foi titular durante toda a Copa do Mundo de 2018, em que a França conquistou o seu bicampeonato mundial, como capitão.
No dia 9 de janeiro de 2023, após 145 partidas e menos de de um mês de ter sido vice-campeão da Copa do Mundo FIFA de 2022, Lloris anunciou a sua aposentadoria da Seleção Francesa.

## Títulos
Lyon
- Copa da França: 2011–12
- Supercopa da França: 2012

Los Angeles FC
- Lamar Hunt U.S. Open Cup: 2024

Seleção Francesa
- Eurocopa Sub-19: 2005
- Liga das Nações da UEFA: 2020-21
- Copa do Mundo FIFA: 2018

### Prêmios Individuais
- Melhor goleiro da Ligue 1: 2008–09, 2009–10, 2011–12
- Equipe de Ano Ligue 1: 2008–09, 2009–10, 2011–12
- Jogador do mês UNFP: abril de 2008,[9] setembro de 2009[10]
- 40º melhor jogador do ano de 2016 (The Guardian)[11]
- 39º melhor jogador do ano de 2016 (Marca)[12]
- IFFHS ALL TIME FRANCE MEN'S DREAM TEAM (Time C)[13]